# Wolrad Schumacher

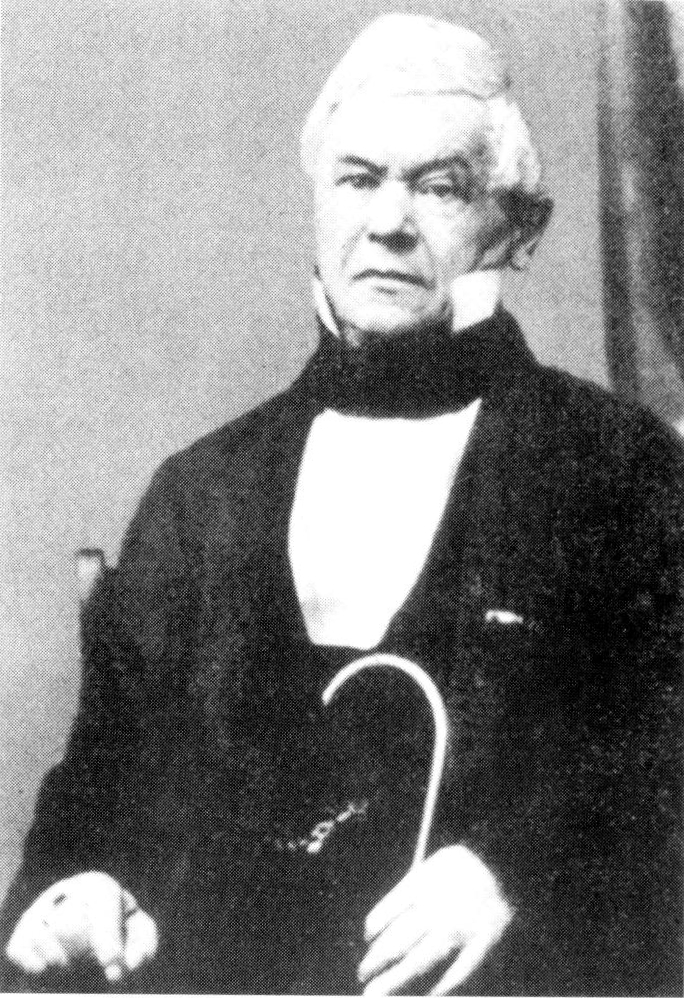
Wolrad Schumacher

Ludwig Wolrad Friedrich Wilhelm Schumacher (* 2. November 1793 in Korbach; † 21. Juli 1862 in Arolsen) war ein deutscher Verwaltungsbeamter und Politiker in Waldeck.

## Leben
Wolrad Schumacher war der Sohn des Geheimen Regierungsrates Heinrich Christian Wolrad Schumacher (1764–1833) und dessen Ehefrau Maria Carolina Franziska, geborene Gebhard (1766–1836). Er heiratete am 18. April 1820 in Arolsen Josephine von Stockhausen (1801–1867).
Ab 1809 studierte er mit Hilfe eines Stipendiums Rechtswissenschaften an der Universität Göttingen und ab 1811 an der Universität Marburg, wo er 1816 das Examen ablegte. Im gleichen Jahr wurde er Advokat und dann Regierungsprokurator. Ab 1817 war er Justiz- und Konsistorialsekretär bei der Regierung und wurde dort 1819 zum Kanzleirat befördert. Ab 1824 war er im Rang eines Justizrates 1. Beamter und Kriminalrichter im Oberjustizamt der Werbe in Sachsenhausen und ab 1829 Justizrat bei der Regierung. 1832 wurde er von der Landschaft zum Landsyndikus gewählt und trug ab 1843 den Titel Landrat.
Nach der Märzrevolution wurde er 1848 für den III. städtischen Wahlbezirk in den Landtag gewählt. In Abgrenzung von Robert Schumacher wurde er in den Landtagsprotokollen als Schumacher I geführt. Im Landtag trat er als Autor des Staatsgrundgesetzes für die Fürstentümer Waldeck und Pyrmont hervor. 1849 wurde er als Dirigent der Abteilung für Finanzen und Vorstand der Staatsregierung von Waldeck-Pyrmont mit dem Titel Staatsrat in die Regierung berufen. Mit der beginnenden Reaktionsära wurde er 1851 entlassen und Carl Winterberg rückte an die Spitze der Regierung nach. 1850 war er Mitglied des Volkshauses des Erfurter Unionsparlaments.
1853 wurde er Mitglied und Vorsitzender des Weiteren Konsistoriums und 1854 bis 1858 Mitglied der Staatsschuldenverwaltung. 1855 bis 1862 gehörte er erneut dem Landtag an (gewählt für den Wahlkreis Kreis der Twiste).